# Ancylolomia fulvitinctalis
Ancylolomia fulvitinctalis là một loài bướm đêm trong họ Crambidae.